# 拟砚壳花椒
拟砚壳花椒（学名：Zanthoxylum laetum）为芸香科花椒属下的一个种。

## 扩展阅读
維基物種上的相關：拟砚壳花椒